# Сан Джовани ин Латерано
Архибазиликата „Сан Джовани ин Латерано“ (на италиански: Basilica di San Giovanni in Laterano) е католическа църква – катедрала в Рим, Италия. Нейното пълно име е „Arcibasilica Papale di Santissimo Salvatore e Santi Giovanni Battista ed Evangelista al Laterano“.
„Сан Джовани ин Латерано“ е архибазилика – официалната катедрала на Рим, седалище и катедра на римския епископ – папата. В базиликата се намира неговият престол. Тя е една от четирите велики базилики в Рим, една от дванадесетте папски базилики в целия свят, непосредствено подчинени на римския папа, и една от седемте поклоннически църкви в Рим.
През 1980 г. като част от историческия център на Рим и владенията на Ватикана, базиликата е обявена за част от световното културно наследство под закрилата на ЮНЕСКО.

## История
Архибазиликата „Сан Джовани ин Латерано“ е построена през ІV век от император Константин I Велики и в течение на столетията претърпява множество промени и престроявания.
Приемайки християнството, император Константин I Велики подарява на папата Латеранския дворец, който става официална резиденция на римските епископи. В съседство с двореца в началото на IV век е издигната първата Латеранска базилика. През 324 г. папа Силвестър I освещава новопостроения храм в чест на Христос Спасител. През Х век за небесен покровител на църквата е обявен и св. Йоан Кръстител, а след още 200 години — и св. Йоан Богослов. Независимо от тези промени храмовият празник винаги се празнува на Преображение Господне. Благодарение на съседството си с апостолическия дворец на римските епископи храмът добива статут на архибазилика — главен християнски храм в Рим.
Първият храм е едноапсиден, като е разделен от колонади на пет кораба, пресечени от трансепт. Заради богатата си украса храмът е наричан „Златната базилика“. През 410 г. базиликата е ограбена от вестготите на Аларих I, а през 455 г. е отново опустошена при нападение на вандалите. През 460 г. базиликата е възстановена от папа Лъв І Велики, и реконструирана в края на VІІІ в. от папа Адриан I, а след това в периода 844 – 847 г. и от папа Сергий ІІ.
През 897 г. в базиликата по нареждане на папа Стефан VІІ се провежда т.нар. „Трупен синод“ срещу покойния папа Формоза. Тленните останки на папата са извадени от гроба, облечени са в папски одежди и поставени на папския престол. Сред отправените срещу него обвинения е и това, че е накарал българския княз Борис І Михаил да се закълне, че няма да приеме за архиепископ от Рим никой друг освен него. Папа Формоза е обявен за виновен, папските му одежди са разкъсани, трите пръста на дясната му ръка, с които благославя, са отрязани, а тялото му е влачено по улиците на Рим и хвърлено в река Тибър. През същата година земетресение разрушава базиликата и това събитие е сметнато като божие наказание за извършеното от Стефан VІ поругание над тленните останки на папа Формоза.
През Х век е издигната втората базилика, която е осветена от папа Сергий ІІІ, който я посвещава на свети Йоан Кръстител и я украсява богато с мозайки. Тогава е построена и камбанария, която е разрушена от мълния през 1115 г. и възстановена впоследствие от папа Пасхалий ІІ. През ХІІ век папа Луций II посвещава базиликата и на свети Йоан Богослов. През 1292 г. по нареждане на папа Николай IV са възстановени мозайките на апсидата.
В Латеранската базилика и в Латеранския дворец са проведени пет събора, които се смятат за вселенски от Римокатолическата църква. Това са Първи латерански събор (1123 г.), Втори латерански събор (1139 г.), Трети латерански събор (1179 г.), Четвърти латерански събор (1215 г.), и Пети латерански събор (1512 – 1517 г.)
През 1309 г. папите са прогонени от Рим в Авиньон, Франция и започва периодът на т. нар. авиньонско папство (1309 – 1378 г.), през който период резиденция на папите става Папският дворец в Авиньон.
През нощта на 6 май 1308 г. базиликата е унищожена от пожар. Папа Климент V и папа Йоан XXII изпращат пари за възстановяването ѝ, но църквата вече няма предишното великолепие. През 1349 г. сградата е повредена от земетресение, а през 1361 г. отново става жертва на голям пожар. Възстановена е от папа Урбан V. При възстановяването колоните са заменени със стълбове от зидани тухли. Третата по време сграда на храма също е петкорабна, с голям портик, а фасадата е украсена с позлатена мозайка с изображение на Христос и четиримата евангелисти. Над конфесиона е издигнат богато украсен табернакъл над Светия престол, където в два сребърни реликвария оформени като бюстове се пазят главите на апостолите Петър и Павел.
След завръщането на папския двор в Рим през 1378 г. първоначално резиденция на папата става базиликата „Санта Мария ин Трастевере“, а впоследствие — „Санта Мария Маджоре“. След построяването на Апостолическия ватикански дворец, Латеранският дворец става второстепенна резиденция. Въпреки че центърът на папската дейност се премества във Ватикана, а през 1506 г. започва и строителството на ватиканската базилика „Свети Петър“, Латеранската базилика по силата на традицията остава главна папска базилика. При папа Мартин V започват възстановителни работи, които продължават до управлението на папа Евгений IV. През ХVІ век е изградена ложата за благословии.
През 1650 г. папа Инокентий X започва пълномащабно възстановяване и преустройство на храма. Ръководството на строителните работи е възложено на архитекта Франческо Боромини, а след смъртта му през 1667 г. за довършването и украсата на храма са привлечени най-добрите майстори на онова време. Строителството и преустройствата приключват през 1735 г., когато е завършено строителството на монументалната източна фасада на храма.

## Архитектура
Базиликата е петкорабна, пресечена от трансепт, и разделена от стълбове. Сградата е с дължина 140 метра, ширина 140 метра, и с ширина на централния кораб 65 метра. Изградена е от тухли, мрамор, травертин, гранит и цимент. Стълбовете и пиластрите на страничните кораби носят арки. В ниши в стълбовете са поставени статуите на 12-те апостоли.
Пред базиликата е поставен обелиск от червен гранит, донесен от египетски храм в Карнак по времето на император Констанций II.
Главната източна фасада на „Сан Джовани ин Латерано“, е дело на флорентинския архитект Алесандро Галилей. Достъпът до храма се осъществява през пет портала, над които са разположени лоджии. Крайният десен портал води към т. нар. „Свети двери“, които се отварят само през т. нар. „юбилейни години“.
Колоните на фасадата, разположени на нивото на първия и втория етажи, са увенчани с корниз с триъгълен портик. Надписът на фронтона на фасадата гласи: „Светата Латеранска църква, майка и глава на всички църкви в града и света“.
На корниза са поставени 15 огромни статуи, всяка с височина 7 метра. Трите централни статуи са на Исус Христос, Йоан Кръстител и Йоан Богослов, а от двете им страни (по 6 от всяка страна) са разположени статуите на 12-те отци на Католическата църква.
Фасадата на северния трансепт с два реда лоджиии е проектирана от Доменико Фонтана и е увенчана с две средновековни кули от времето на папа Пий IV. Таваните на лоджиите по волята на папа Сикст V са изписани с фрески, изобразяващи ангели и светци.

## Интериор

### Главен неф
В главния кораб на петкорабната базилика се влиза през нартекс, в който е поставена статуя на император Константин I Велики. Вратите на централния вход са изработени от бронзовите врати на Курия Юлия, реконструирани от Боромини. Подът на катедралата в стил „Козматеско“ е направен по време на понтификата на папа Мартин V (1417 – 1431 г.). Великолепният таван е изработен от Флавинио Буландже и Вико ди Рафаело.
Главният олтар е разположен в центъра на храма и на него може да отслужва литургии само римският папа. Над олтара се намира табернакъл, украсен с резбовани орнаменти. В него, в два сребърни реликвария, се съхраняват главите на апостолите Петър и Павел.

### Трансепт
В северния трансепт на катедралата се намира органът, изработен през XVI век. В южния трансепт е разположен олтар с киворий в стил „Барок“, украсен със скъпоценни камъни. Над кивория е разположен реликварий, в който се пази част от плота на масата, на която се осъществява Тайната вечеря на Исус Христос и апостолите. В храма се съхранява и част от ризата на Дева Мария.

### Апсида
Обновената през XIX век апсида на катедралата е украсена с гипсови орнаменти, фрески и мозайка, изработена от Якопо Торити и Якопо да Камерино. В центъра на мозайката е изобразен Христовия кръст и гълъб, символизиращ Светия Дух. Около тях са разположени фигурите на апостолите и на Дева Мария.

### Статуи на апостолите
Една от основните забележителности на „Сан Джованни ин Латерано“ са статуите на 12-те апостоли, поставени в ниши в централния кораб. Нишите са проектирани в средата на XVII век от Франческо Боромини, но с реализацията на неговите планове се заемат в началото на XVIII век папа Климент XI и кардинал Бенедето Памфили. Те привличат десет заможни меценати сред най-богатите римски граждани, с молба всеки от тях да финансира създаването на една от скулптурите. Сам папа Климент ХІ заплаща изработката на статуята на апостол Петър, а кардинал Памфили – тази на апостол Йоан Богослов.
Ескизите на бъдещите скулптури са дело на Карло Марата, любим художник на папа Климент XI. Изработването на статуите е поръчано на 7 скулптори, но един от тях – Пиер Льо Гро отказва да работи по предварително изготвените ескизи и изработва по свои проекти статуите на св. Тома и св. Вартоломей.
- Св. Павел от Пиер-Етиен Моно
- Св. Петър от Пиер-Етиен Моно
- Св. Вартоломей от Пиер Льо Гро
- Св. Яков Зеведеев от Камило Рускони
- Св. Андрей от Камило Рускони
- Св. Симон Зилот от Франческо Морати
- св. Юда Яковов (Тадей) от Лоренцо Отони
- Св. Филип от Джузепе Мазуоли
- Св. Tома от Пиер Льо Гро
- Св. Яков Алфеев от Анджело де' Роси
- Св. евангелист Йоан от Камило Рускони
- Св. Матей от Камило Рускони

### Гробници
В „Сан Джованни ин Латерано“ се намират гробниците на 6 папи, които са погребани в храма – Александър III, Сергий IV, Климент XII, Мартин V, Инокентий III и Лъв XIII. Дванадесет други папски гробници са унищожени по време на двата опустошителни пожара през 1308 и 1361 г. Овъглените им останки са препогребани. Папите, чиито гробници са били унищожени, са: Йоан X (914 – 928), Агапет II (946 – 955), Йоан XII (955 – 964), Паскалий II (1099 – 1118), Каликст II (1119 – 1124), Хонорий II (1124 – 1130), Целестин II (1143 – 1144), Луций II (1144 –1145), Анастасий IV (1153 – 1154), Климент III (1187 – 1191), Целестин III (1191 – 1198) и Инокентий V (1276). Предполага се, че в архибазиликата са били погребани и папите Йоан XVII (1003), Йоан XVIII (1003 – 1009) и Александър II (1061 – 1073). Кардиналите Винченцо Сантучи и Карло Колона също са погребани в архибазиликата.